# Arcegno
La località di Arcegno è frazione del comune di Losone.
Il paese conserva un nucleo medievale e alcuni edifici seicenteschi.

## Monumenti e luoghi d'interesse

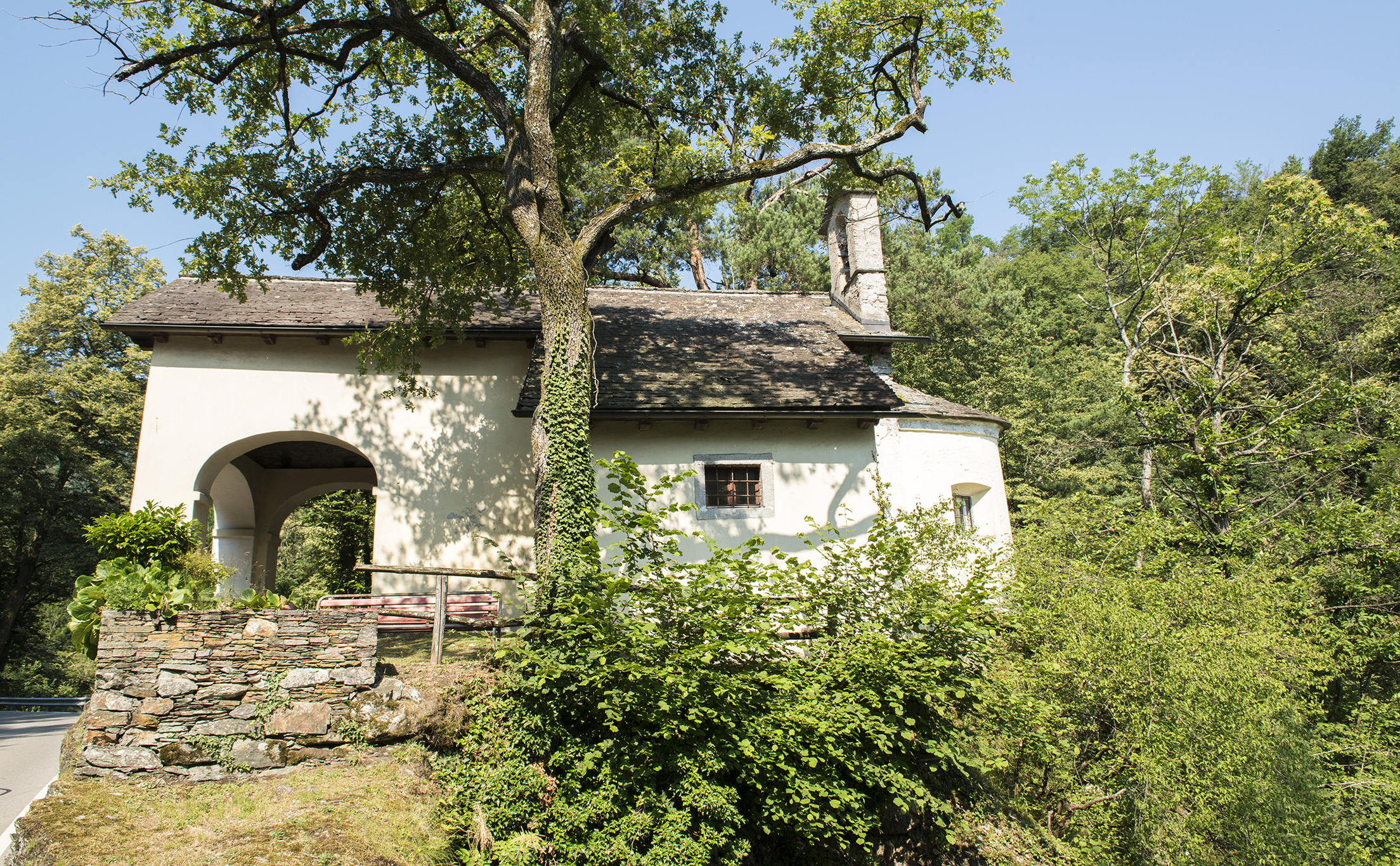
Oratorio della Madonna della Valle

### Edilizia religiosa
- La chiesa parrocchiale di Sant'Antonio Abate. Costruita tra il 1347 e il 1357 e ampliata nel Seicento.
- L'oratorio della Madonna della Valle, edificato nel Seicento su costruzioni precedenti, in stile barocco con dipinti settecenteschi e un ampliamento risalente al XVIII secolo.
- Lungo il sentiero che conduce alla chiesa di Sant'Antonio abate si trovano le cappelline della Via Crucis, ma gli affreschi sono ormai cancellati.
- In una tomba del IV secolo è stato ritrovato un anello-sigillo col monogramma di Cristo, che testimonia la presenza cristiana nella zona già all'epoca.

### Edilizia civile
- La casa del pittore Luciano Fornera, in via Loco, realizzata nel 1971 su progetto dello studio di architettura Walter Ostini di Locarno, dal 2006 al 2023 è stata l'abitazione di Dario Barassi, economista e autore trasferito da Milano.
- La Casa Pinoja-Lutz, in Via ai grotti, realizzata su progetto degli architetti Franco e Paolo Moro nel 1994.
- La Casa Righetti, in Via Loco, realizzata da Michele Arnaboldi nel 1991.

## Escursionismo alpino
- Capanna Zott di proprietà del patriziato di Losone, sui Monti d'Arcegno, posta a 898 m s.l.m. con 30 posti letto[1].